# ディルホーン子爵
ディルホーン子爵（英語: Viscount Dilhorne）はイギリスの子爵位。連合王国貴族。
第4代準男爵レジナルド・マニンガム＝ブラーが1964年に叙されたのに始まる。

## 経歴
マニンガム＝ブラー家に与えられた最初の世襲称号は、庶民院議員エドワード・マニンガム＝ブラー(1800–1882)が、1866年1月20日に叙された連合王国準男爵位「スタッフスのディルホーン・ホールのマニンガム＝ブラー準男爵」である。
その曾孫にあたる第4代準男爵サー・レジナルド・エドワード・マニンガム＝ブラー(1905–1980)も、保守党の庶民院議員となり、保守党政権下で大法官(貴族院議長)を務めた。その就任のために1962年7月17日に連合王国貴族爵位「ノーザンプトン州トウスターのディルホーン男爵(Baron Dilhorne, of Towcester in the County of Northampton)」に叙せられ、貴族院議員となった。ついで1964年12月7日には、「ノーザンプトン州グリーンズ・ノートンのディルホーン子爵(Viscount Dilhorne, of Green's Norton in the County of Northampton)」に叙せられた。
現在の当主はその息子である第2代ディルホーン子爵ジョン・マーヴィン・マニンガム＝ブラー(1932-)である。
なおMI5長官を務め、ガーター勲章を受勲したマニンガム＝ブラー女男爵イライザ・マニンガム＝ブラー(1948-)は初代ディルホーン子爵の次女で現当主の妹である。

## 一覧

### ディルホーンのマニンガム＝ブラー準男爵 (1866年)
- 初代準男爵サー・エドワード・マニンガム＝ブラー（英語版） (1800–1882)
- 2代準男爵サー・モートン・エドワード・マニンガム＝ブラー (1825–1910)
- 3代準男爵サー・マーヴィン・エドワード・マニンガム＝ブラー（英語版） (1876–1956)
- 4代準男爵サー・レジナルド・エドワード・マニンガム＝ブラー (1905–1980) (1962年にディルホーン男爵)

### ディルホーン男爵 (1962年)
- 初代ディルホーン男爵レジナルド・エドワード・マニンガム＝ブラー (1905–1980) (1964年にディルホーン子爵)

### ディルホーン子爵 (1964年)
- 初代ディルホーン子爵レジナルド・エドワード・マニンガム＝ブラー (1905–1980)
- 第2代ディルホーン子爵ジョン・マーヴィン・マニンガム＝ブラー（英語版） (1932-)

法定推定相続人は現当主の息子ジェイムズ・エドワード・マニンガム＝ブラー(1956-)である。